# Bochtar
Bochtar (tot 2018 bekend als "Qoerghonteppa", Tadzjieks: Қурғонтеппа, Russisch: Курган-Тюбе; Koergan-Tjoebe) is een stad in het zuidwesten van Tadzjikistan en is de hoofdstad van de provincie Chatlon en telde op 01/01/2014 iets meer dan 100.000 inwoners. Ten tijde van de Sovjet-Unie stond de stad bekend onder de Russische naam Koergan-Tjoebe.

## Geboren in Bochtar
- Chakim Foezajlov (1964), voetballer en trainer